# Новое Село (Закарпатская область)
Но́вое Село́ (укр. Нове Село) — село в Вилокской поселковой общине Береговского района Закарпатской области Украины.
Население по переписи 2001 года составляло 1865 человек. Почтовый индекс — 90350. Телефонный код — 03143. Занимает площадь 4093 км². Код КОАТУУ — 2121283001.